# Esthericove Joseph
Esthericove Joseph (* 5. Februar 2003) ist eine haitianische Fußballspielerin.

## Karriere

### Vereine
In ihrer Heimat spielt sie derzeit für Exafoot.

### Nationalmannschaft
Nach ein paar Freundschaftsspielen mit der haitianischen U17, nahm sie mit dieser auch an der CONCACAF Meisterschaft 2018 teil und erreichte mit ihrem Team hier den vierten Platz. Im nächsten Jahr ging es dann mit der U19 weiter beim Sud Ladies Cup 2019. Ein Jahr später folgte dann die Teilnahme mit der U20 an der CONCACAF Meisterschaft 2020, bei der ihre Mannschaft es bis ins Viertelfinale schaffte.
Ihre erste Nominierung für die haitianische A-Nationalmannschaft bekam sie dann im April 2022. Am 13. April 2022 wurde bekam sie dann auch hier ihr Debüt im Nationaltrikot. Bei dem 6:0-Sieg über Kuba in der Qualifikation für die CONCACAF W Championship 2022, wurde sie in der 84. Minute für Roselord Borgella eingewechselt. Zu weiteren Einsätzen kam es bislang noch nicht. Sie wurde dann auch für den Kader der Mannschaft bei der Weltmeisterschaft 2023 nominiert, kam hier aber ebenfalls nicht zum Einsatz.